# Oxford (Maryland)
Oxford – miasto w Stanach Zjednoczonych, w stanie Maryland, w hrabstwie Talbot.